# Berżeniszki
Berżeniszki (biał. Бержанішкі, Bierżaniszki; ros. Берженишки, Bierżeniszki) – dawny chutor na Białorusi, w obwodzie witebskim, w rejonie brasławskim, w sielsowiecie Widze.

## Historia
W czasach zaborów ówczesny zaścianek leżał w granicach Imperium Rosyjskiego.
W latach 1921–1945 zaścianek leżał w Polsce, w województwie nowogródzkim (od 1926 w województwie wileńskim), w powiecie brasławskim, w gminie Widze.
Według Powszechnego Spisu Ludności z 1921 roku zamieszkiwało tu 2 osoby, wszystkie były wyznania rzymskokatolickiego i zadeklarowały polską przynależność narodową. Był tu 1 budynek mieszkalny. W 1931 w 5 domach zamieszkiwało 29 osób.
Wierni należeli do parafii rzymskokatolickiej w Widzach. Miejscowość podlegała pod Sąd Grodzki w m Turmont i Okręgowy w Wilnie; właściwy urząd pocztowy mieścił się w Widzach.
Miejscowość została zlikwidowana w 2011.